# 合田浩章
合田 浩章（ごうだ ひろあき、1965年3月24日 - ）は、日本の男性アニメーター、キャラクターデザイナー、アニメ監督。北海道北見市出身。大のギター好きでも知られる。2015年以降はTROYCAを中心に活動中。

## 来歴
私立堀越高等学校在学中にアルバイトでアニメ業界に入る。『六神合体ゴッドマーズ』で原画デビュー、その後サンライズ、グラビトン等を渡り歩く。
『巨神ゴーグ』以降は一時動画修行をした後、『超獣機神ダンクーガ』で原画、『マシンロボ クロノスの大逆襲』の第33話「謎の遺跡・四つの秘宝」で初の作画監督を担当する。『メタルスキンパニック MADOX-01』の作画監督を担当した際には、キャラクターデザインを担当した田村英樹の絵柄そっくりに全原画を修正するなど。『バブルガムクライシス』PART5、PART6では作画監督に加えて、ゲストキャラクターデザインも担当するように。そして、『おねがい☆ティーチャー』ではメインでのキャラクターデザインを担当し、現在に至る。
『バブルガムクライシス PART8』や『ああっ女神さまっ』が演出家としての代表作。
監督としてはOVA版『ああっ女神さまっ』が代表作のひとつ。また、同作品がきっかけとなり、原作者の藤島康介、キャラクターデザインの松原秀典とは三つ巴の作業ラインを確立した。
特に松原とは1988年の『トップをねらえ!』での初仕事以来、力量を認め合い信頼を寄せる旧知の仲である。互いの参加する作品に名を連ねる機会も多い。2006年、合田は松原が作画監督で務めることになった『ヱヴァンゲリヲン新劇場版:序』に原画スタッフとして参加。同年末には合田が監督を務めることになった『20th Anniversary ああっ女神さまっ 闘う翼』のキャラクターデザインを松原が務めた。

## 評価

### 大張正己
アニメーション監督の大張正己は、「彼の絵を見た時のショックは今でも忘れられない」と語り、作画のタイミングが絶妙であるとして、初めて一緒に仕事をした『超獣機神ダンクーガ』では、互いに作画の線を増やす競争をしたほどの尊敬できるライバルであるとコメントしている。

## 作品リスト

### テレビアニメ
1981年
- 六神合体ゴッドマーズ（原画）

1982年
- 魔境伝説アクロバンチ（動画）

1983年
- 亜空大作戦スラングル（原画）
- 銀河漂流バイファム（原画）

1984年
- 巨神ゴーグ（動画）

1985年
- 超獣機神ダンクーガ（原画）

1986年
- マシンロボ クロノスの大逆襲（作画監督）

1989年
- らんま1/2 熱闘編（1989年 - 1992年、絵コンテ・演出・原画）

1990年
- ふしぎの海のナディア（1990年 - 1991年、原画）

1994年
- メタルファイター・MIKU（原画）

1995年
- 神秘の世界エルハザード（OP原画）

1996年
- H2（原画）
- 新世紀エヴァンゲリオン（原画）
- 魔法少女プリティサミー（OP原画）

1997年
- EAT-MAN（原画）

2001年
- 破邪巨星Gダンガイオー（原画）
- 花右京メイド隊（絵コンテ）
- 逮捕しちゃうぞ SECOND SEASON（原画）

2002年
- おねがい☆ティーチャー（キャラクターデザイン・作画監督）

2003年
- おねがい☆ツインズ（キャラクターデザイン・作画監督）

2004年
- モンキーターン（原画）
- 巌窟王（2004年 - 2005年、OP原画）

2005年
- ああっ女神さまっ（監督・シリーズ構成・ED絵コンテ）

2006年
- ああっ女神さまっ それぞれの翼（監督・シリーズ構成・原画）

2007年
- ああっ女神さまっ 闘う翼（監督・シリーズ構成）
- パンプキン・シザーズ（作画監督）
- 瀬戸の花嫁（作画監督・原画）

2008年
- S・A〜スペシャル・エー〜（作画監督・原画）

2009年
- にゃんこい!（作画監督・原画）
- ささめきこと（作画監督）

2010年
- アマガミSS（キャラクターデザイン・作画監督）

2011年
- うさぎドロップ（原画）

2012年
- アマガミSS+ plus（キャラクターデザイン）
- 恋と選挙とチョコレート（キャラクターデザイン・総作画監督）

2014年
- いなり、こんこん、恋いろは。（ED原画）
- 白銀の意思 アルジェヴォルン（作画監督）
- 愛・天地無用!（総作画監督）

2015年
- トリアージX（作画監督）
- To LOVEる -とらぶる- ダークネス 2nd（作画監督）
- 新妹魔王の契約者 BURST（作画監督）
- 櫻子さんの足下には死体が埋まっている（作画監督）

2017年
- Re:CREATORS（作画監督）

2018年
- アイドリッシュセブン（作画監督・原画）
- やがて君になる（キャラクターデザイン・総作画監督・作画監督）

2019年
- ロード・エルメロイII世の事件簿 -魔眼蒐集列車 Grace note-（総作画監督・作画監督）

2020年
- アイドリッシュセブン Second BEAT!（作画監督）

2021年
- アイドリッシュセブン Third BEAT!（作画監督）

2022年
- リコリス・リコイル（作画監督）
- Engage Kiss（作画監督）
- 忍の一時（総作画監督・作画監督）

2023年
- マッシュル-MASHLE-（アクションディレクター）

2024年
- 負けヒロインが多すぎる!（作画監督）

2025年
- WIND BREAKER Season 2（作画監督）

### 劇場アニメ
1984年
- 超時空要塞マクロス 愛・おぼえていますか（原画）

1986年
- ウインダリア（メインアニメーター）

2000年
- ああっ女神さまっ（監督・絵コンテ）

2007年
- ヱヴァンゲリヲン新劇場版:序（原画）

2009年
- ヱヴァンゲリヲン新劇場版:破（絵コンテ）
- 劇場版 NARUTO -ナルト- 疾風伝 火の意志を継ぐ者（原画）

2011年
- 劇場版 そらのおとしもの 時計じかけの哀女神（原画）

### OVA
1985年
- 幻夢戦記レダ（原画）

1988年
- トップをねらえ!（原画：第5話合体シーン）
- ドラゴンズヘブン（原画：主人公が着替えるシーン）
- メタルスキンパニック MADOX-01（作画監督）

1989年
- 破邪大星ダンガイオー（原画）
- バブルガムクライシスシリーズ（1989年 - 1991年、PART5・PART6：作画監督・ゲストキャラクターデザイン / PART8：監督）

1991年
- 帝都物語（原画）
- DETONATORオーガン（原画）

1993年
- ああっ女神さまっ（1993年 - 1994年、監督・絵コンテ・作画監督）

1995年
- 精霊使い（コンセプトデザイン、演出）
- SMガールズ セイバーマリオネットR（原画）

1996年
- Ninja者（原画）

2001年
- エクスドライバー（原画）

2004年
- コゼットの肖像（原画）

2011年
- ああっ女神さまっ いつも二人で（監督）
- ああっ女神さまっ ハンターズ&ハンターズ（監督・演出）

2013年
- ああっ女神さまっ DIVE! LIVE! LOVE!（監督・絵コンテ・演出）

2017年
- Landreaall（監督）

### Webアニメ
- アイドリッシュセブン Vibrato（2018年、作画監督）
- 『リコリス・リコイル』Friends are thieves of time.（2025年、作画監督）

### その他
- ドラゴンクエスト ファンタジア・ビデオ（1988年、アニメーション原画）

## 出版
- 女神さまっ愛(哀)の劇場 アニメKC・アフタヌーン『ああっ女神さまっ』の巻末に掲載された漫画
  - ああっ女神さまっ -THE FIELD OF GODDESS-（2002年）監修（劇場版『ああっ女神さまっ』のムック本、『女神さまっ愛(哀)の劇場』の完結編も巻末に掲載）[6]
- 『合田浩章スケッチブック』スタイル、2022年

## 音楽CD
- ああっ女神さまっ 特典王（1993年）『悪魔のCD』告知（ギター）、GFsCあいさつ（出演）